# 성 토마스 합창단

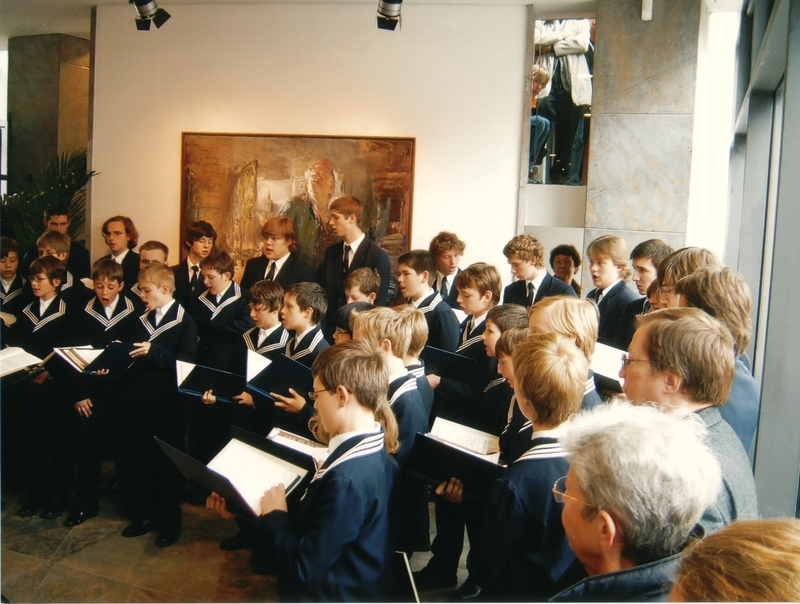
2007년의 성 토마스 합창단

성 토마스 합창단(독일어: Thomanerchor)은 독일 라이프치히의 소년 소프라노 성가대이다. 1212년에 설립되었다. 현재, 성 토마스 합창단은 9 내지 18세의 소년 100여 명으로 구성되어 있다. 멤버들은 토마너(독일어: Thomaner)라고 불리는데, 기숙학교인 토마스알룸나트(독일어: Thomasalumnat) 및 언어 기초와 음악 교육에 치중하는 김나지움인 라이프치히의 토마스학교(독일어: Thomasschule zu Leipzig)에 다녀야 한다.요한 제바스티안 바흐도 1723년부터 1750년까지 지휘자로 활동한 바 있다. 성 토마스 합창단 출신 유명인으로는 독일 팝 그룹 디 프린첸이 있다.

## 설명
요한 제바스티안 바흐의 성가 작품이 이 성가대의 중심 작품을 이룬다.